# بوسي ريوت

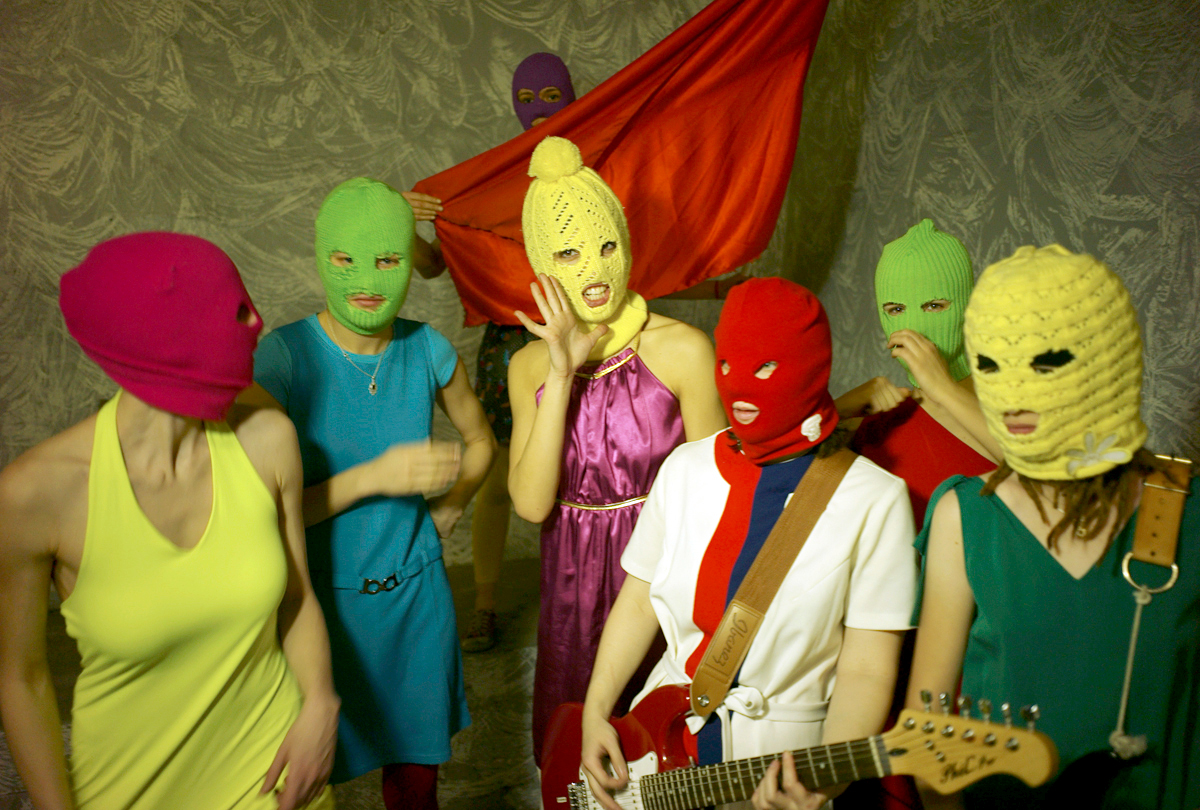
سبعة أعضاء من فرقة بوسي ريوت.

بوسي ريوت (بالإنجليزية:Pussy Riot ويقصد بها الشغب الأنثوي وتعني حرفياً شغب المهبل) هي فرقة روك بانك نسوية روسية مقرها موسكو مكونة من ناديشدا تولوكونيكوفا وإيكاتيرينا ساموتسيفيتش وماريا أليوخينا، تقوم بإجراء عروض سياسية عن الحياة السياسية في روسيا في أماكن غريبة مثل ظهور الباصات الكهربائية أو على سقالة في مترو أنفاق موسكو.
في 21 فبراير 2012 قام أربع أعضاء من المجموعة بالقيام بعرض في مبنى كنيسة المسيح المنقذ في موسكو معبرين عن آرائهم المعارضة للرئيس الروسي فلاديمير بوتين وسياسات الكنيسة الروسية الأرثوذكسية، وبعد عرض فيديو لذلك العرض تم اعتقال ثلاث أعضاء من الفرقة في 3 مارس بتهمة الهمجية. بدأت المحاكمة في يوليو وجذبت الكثير من الأنظار من داخل روسيا وخارجها، وفي 17 أغسطس 2012 تم تثبيت تهمة الهمجية المدفوعة بالكراهية الدينية على الأعضاء الثلاث وتم الحكم على كل منهم بالحبس لمدة سنتين.

## وصلات خارجية
- بوسي ريوت على موقع IMDb (الإنجليزية)
- بوسي ريوت على موقع الموسوعة البريطانية (الإنجليزية)
- بوسي ريوت على موقع ميوزك برينز (الإنجليزية)
- بوسي ريوت على موقع رولينغ ستون (الإنجليزية)
- بوسي ريوت على موقع أول ميوزيك (الإنجليزية)
- بوسي ريوت على موقع ديسكوغز (الإنجليزية)
- بوسي ريوت على موقع كينوبويسك (الروسية)

- المدونة الرسمية للفرقة
- فيديو يظهر عرض الفرقة في مبنى كنيسة المسيح المنقذ على يوتيوب